# Metro de Hamburgo
El Metro de Hamburgo (en alemán Hamburg U-Bahn) es un sistema  de ferrocarril metropolitano que da servicio a la ciudad alemana de Hamburgo. Fue inaugurado en 1912 siendo el segundo sistema de metro más antiguo de Alemania solo por detrás del metro de Berlín. Su nombre  deriva del término alemán para tren metropolitano subterráneo (Untergrundbahn o simplemente U-Bahn), a pesar de ello la mayor parte de su recorrido es superficial y elevado. 
El sistema está compuesto por 4 líneas y 93 estaciones. Como complemento existen líneas de trenes de cercanías (S-Bahn) y autobuses. Sólo el metro transporta más de 205 millones de pasajeros al año.

## Galerías

### Estaciones

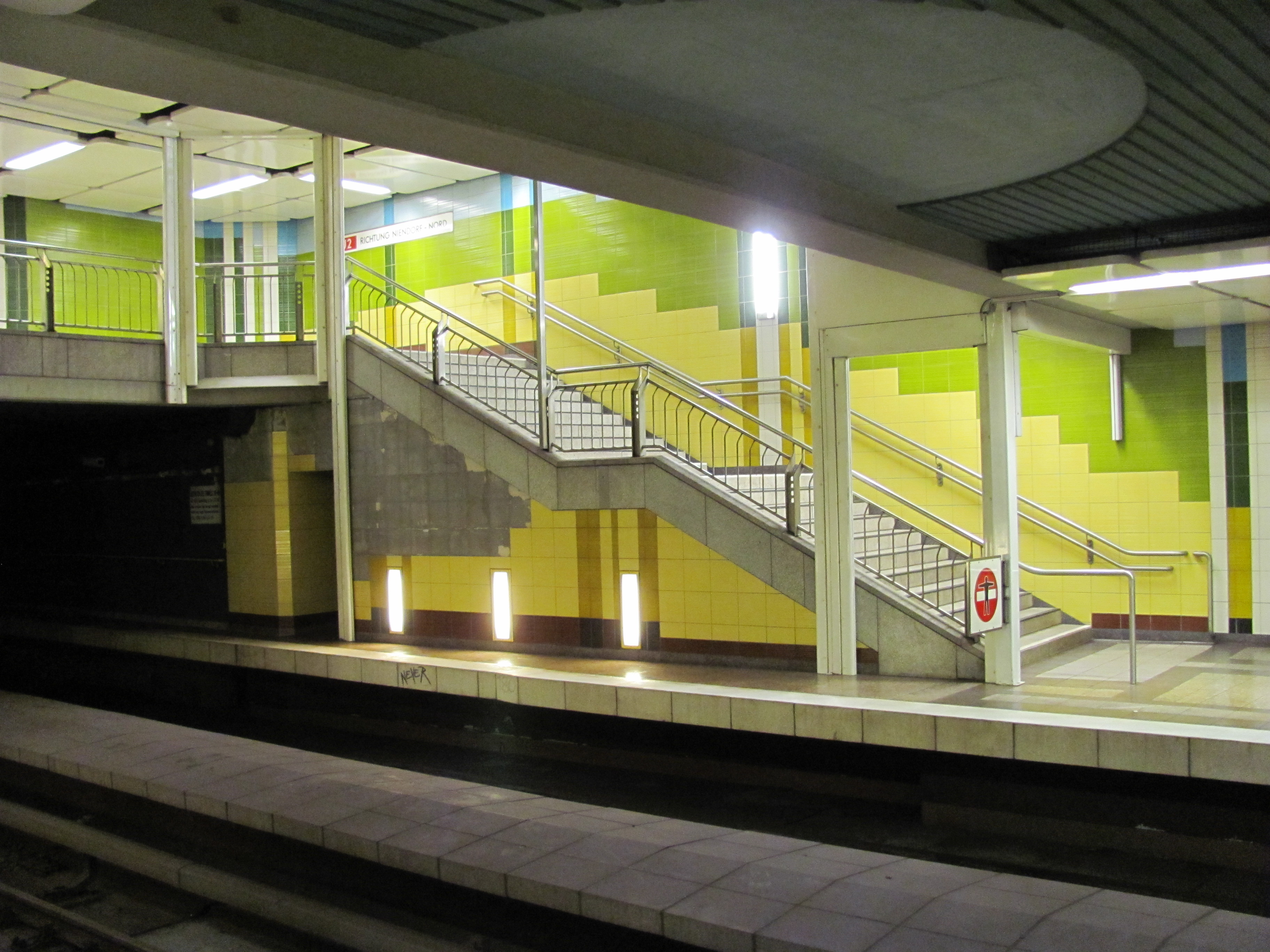
Joachim-Mähl-Strasse
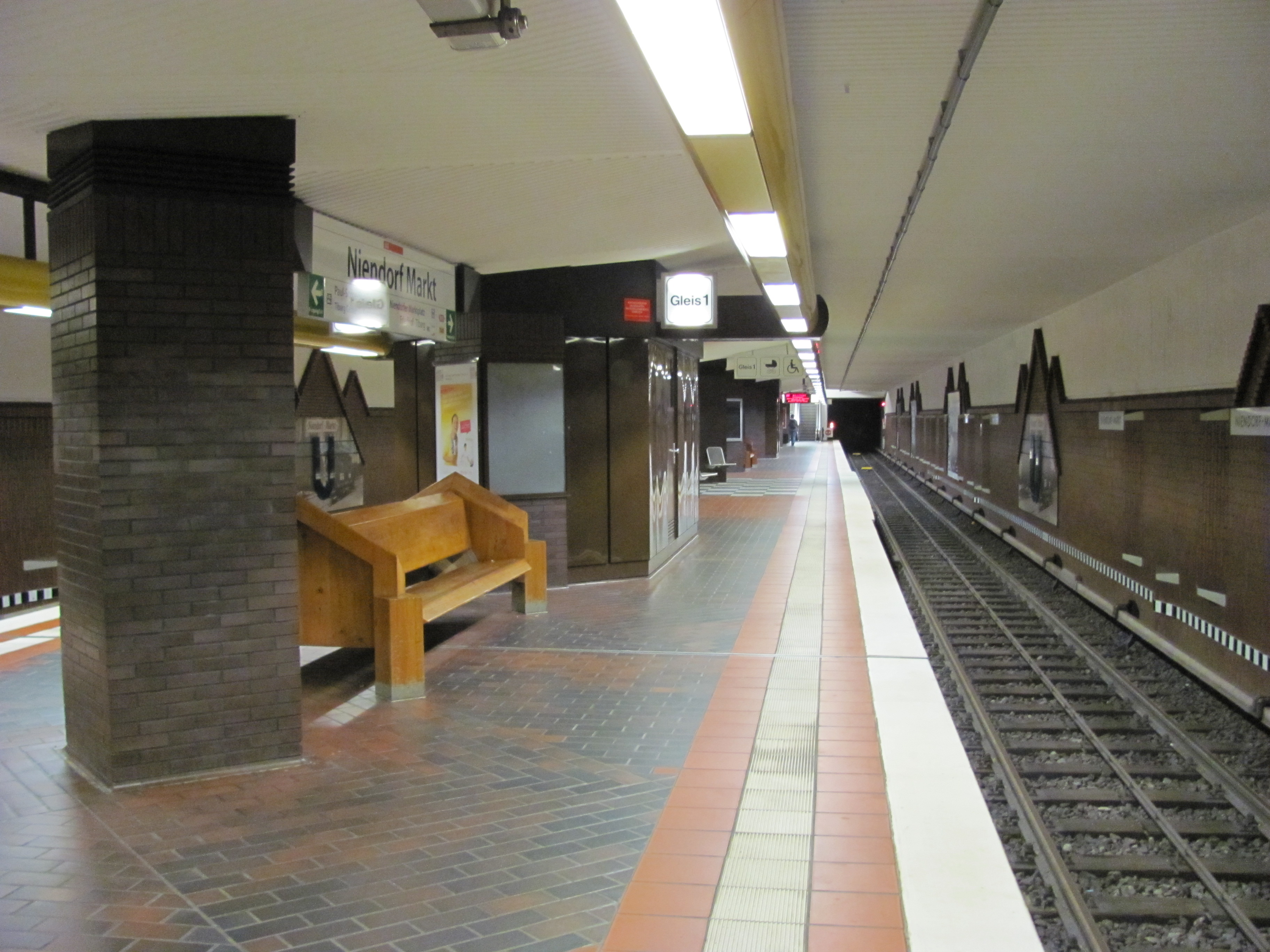
Niendorf Markt
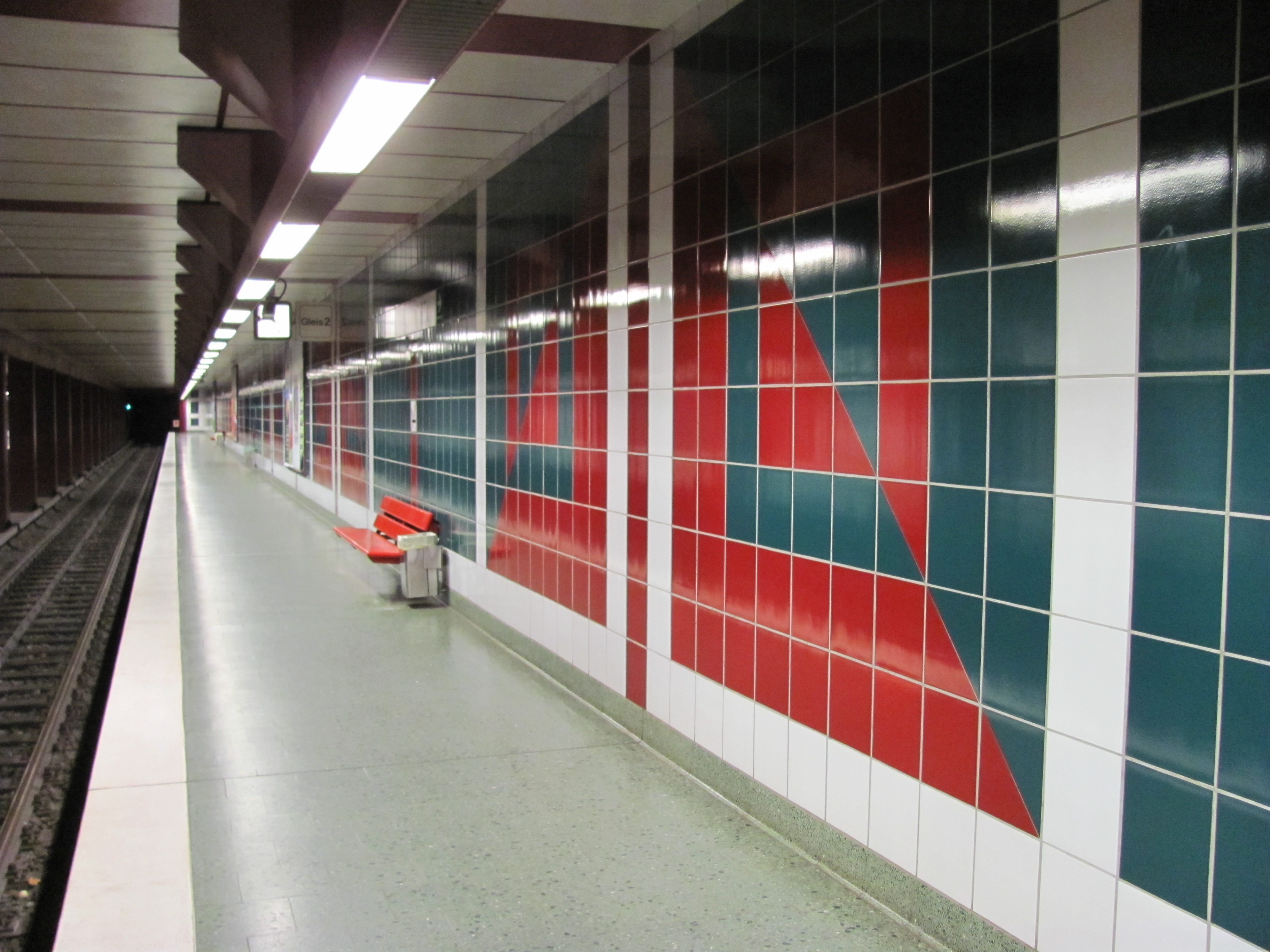
Hagendeel
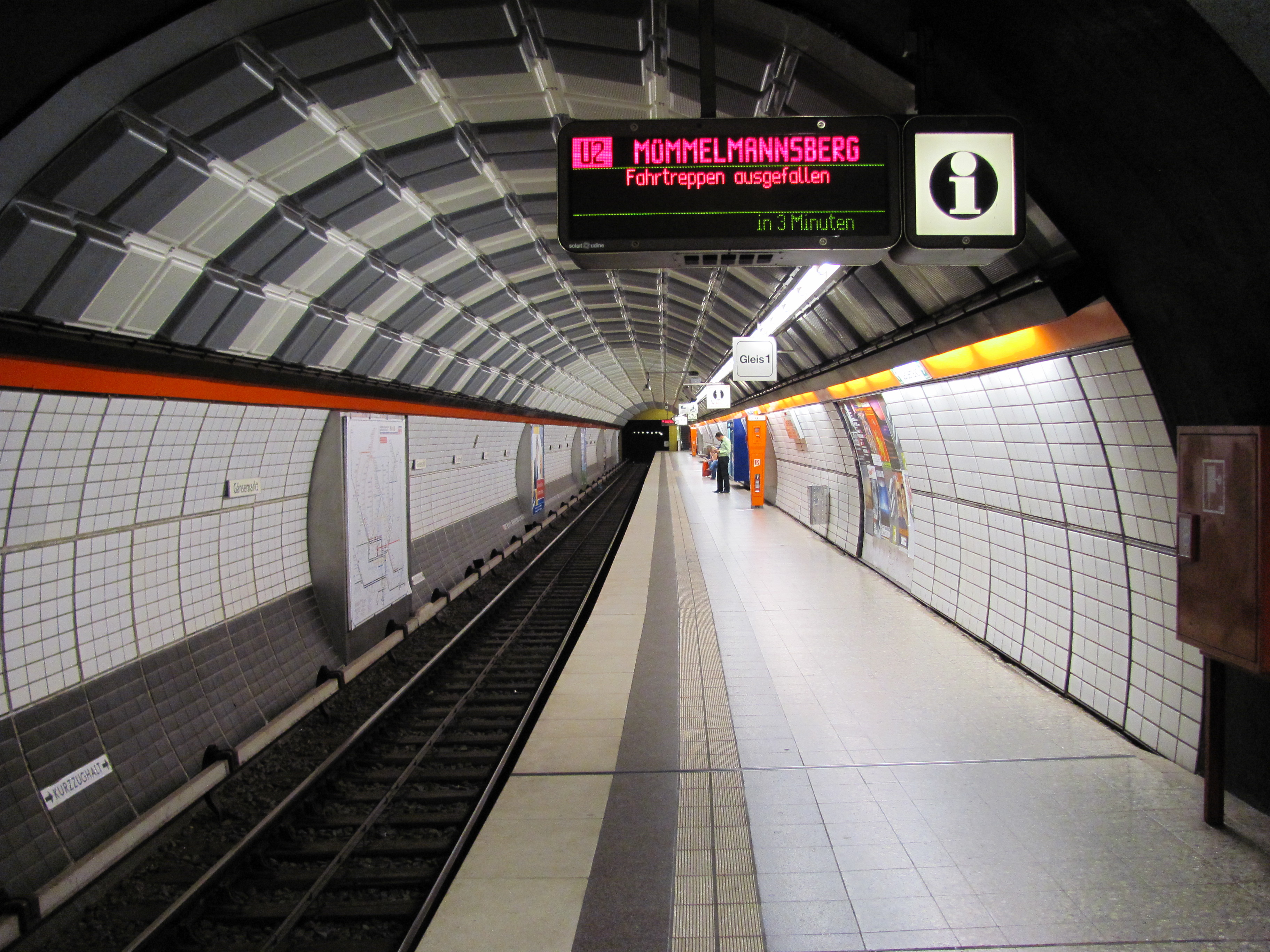
Gänsemarkt
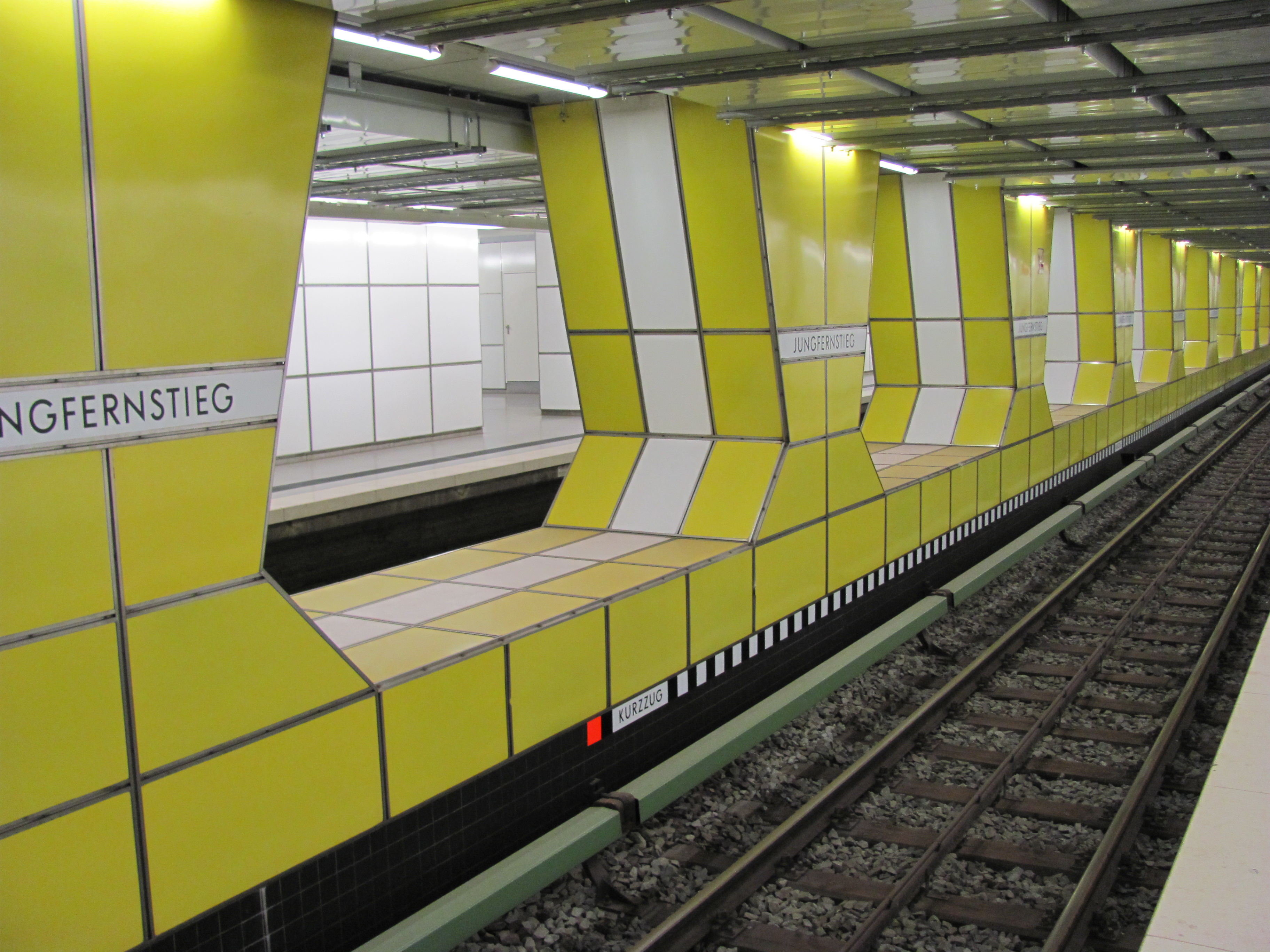
Jungfernstieg
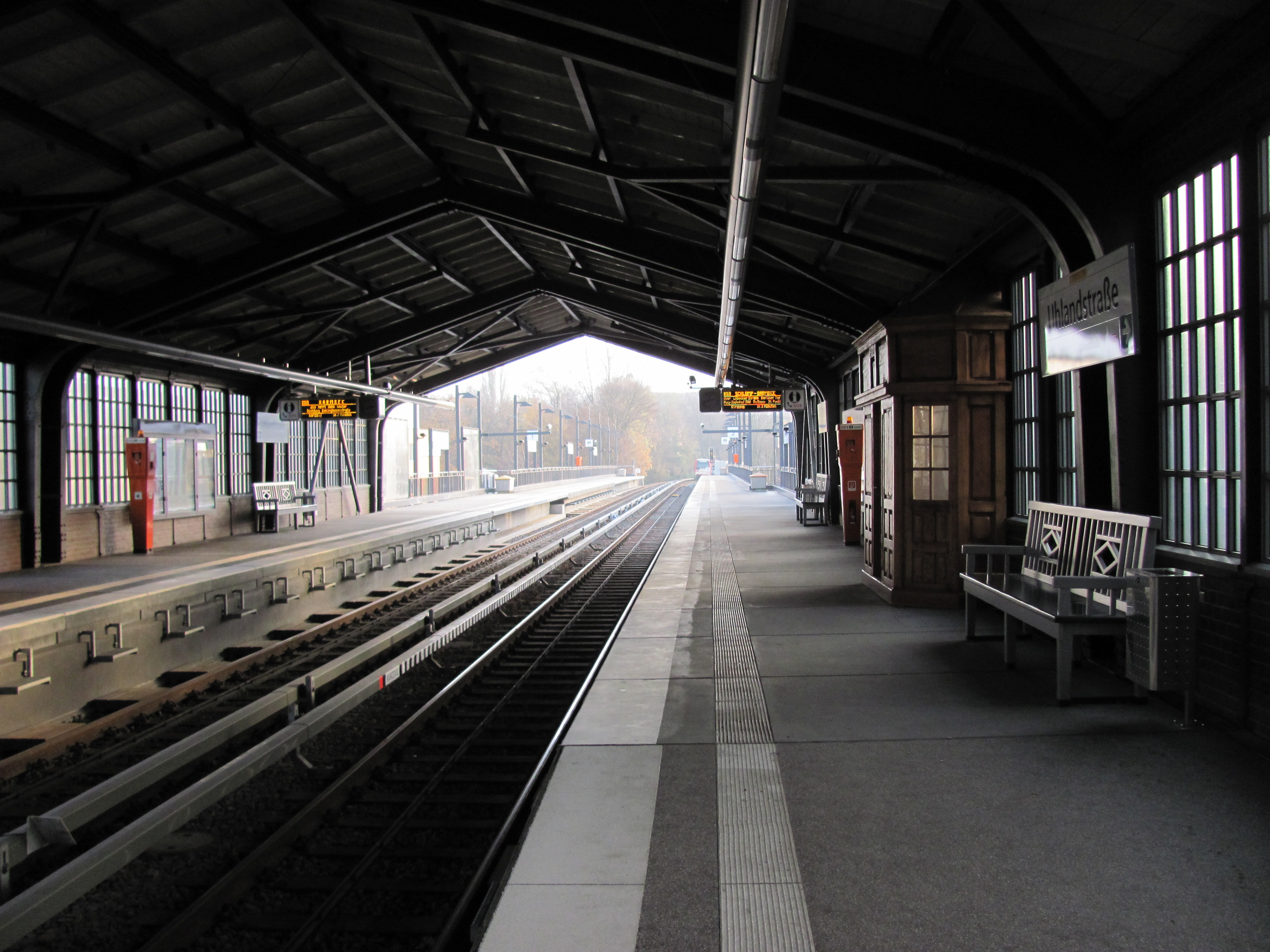
Uhlandstrasse
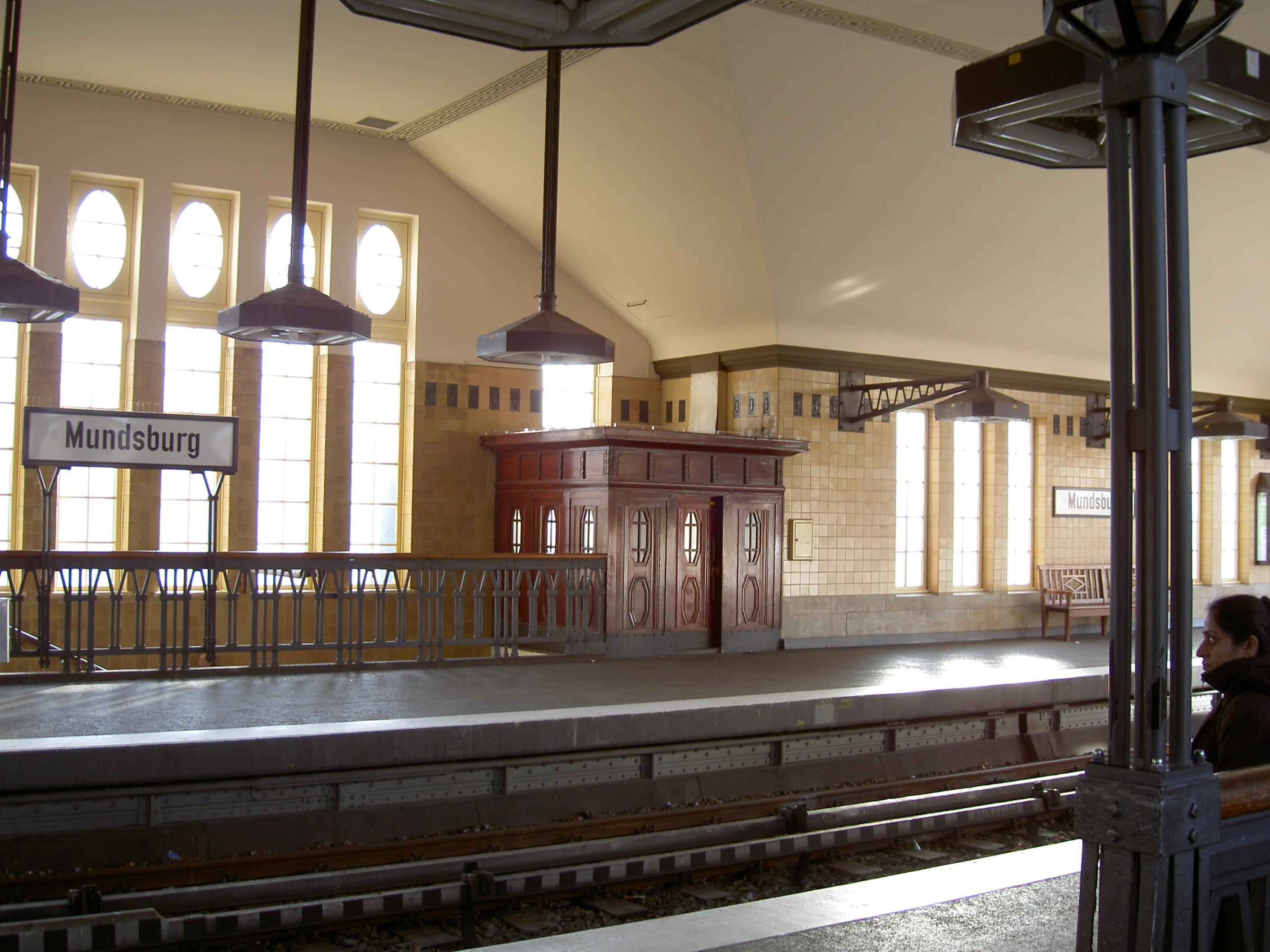
Mundsburg
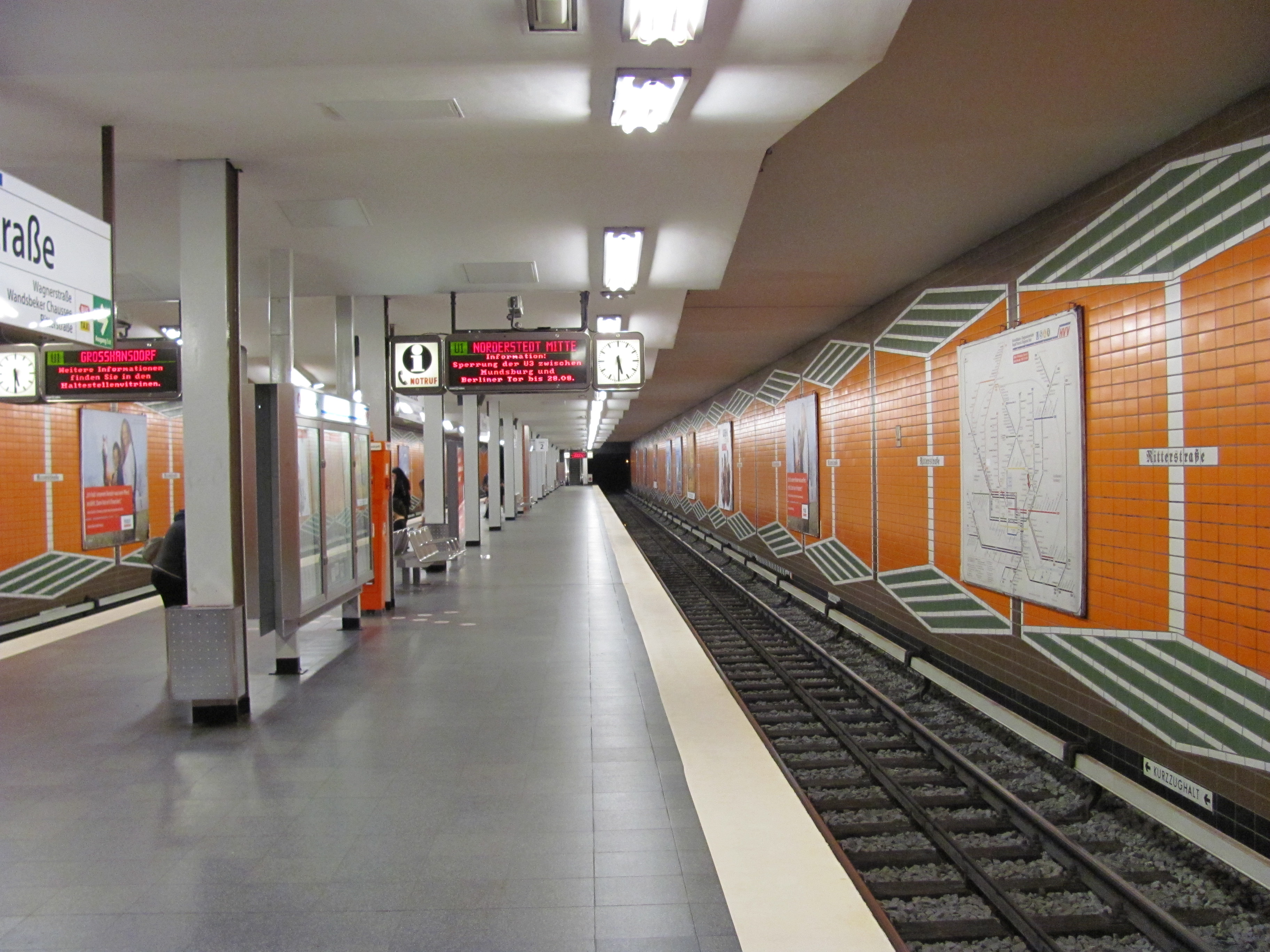
Ritterstrasse
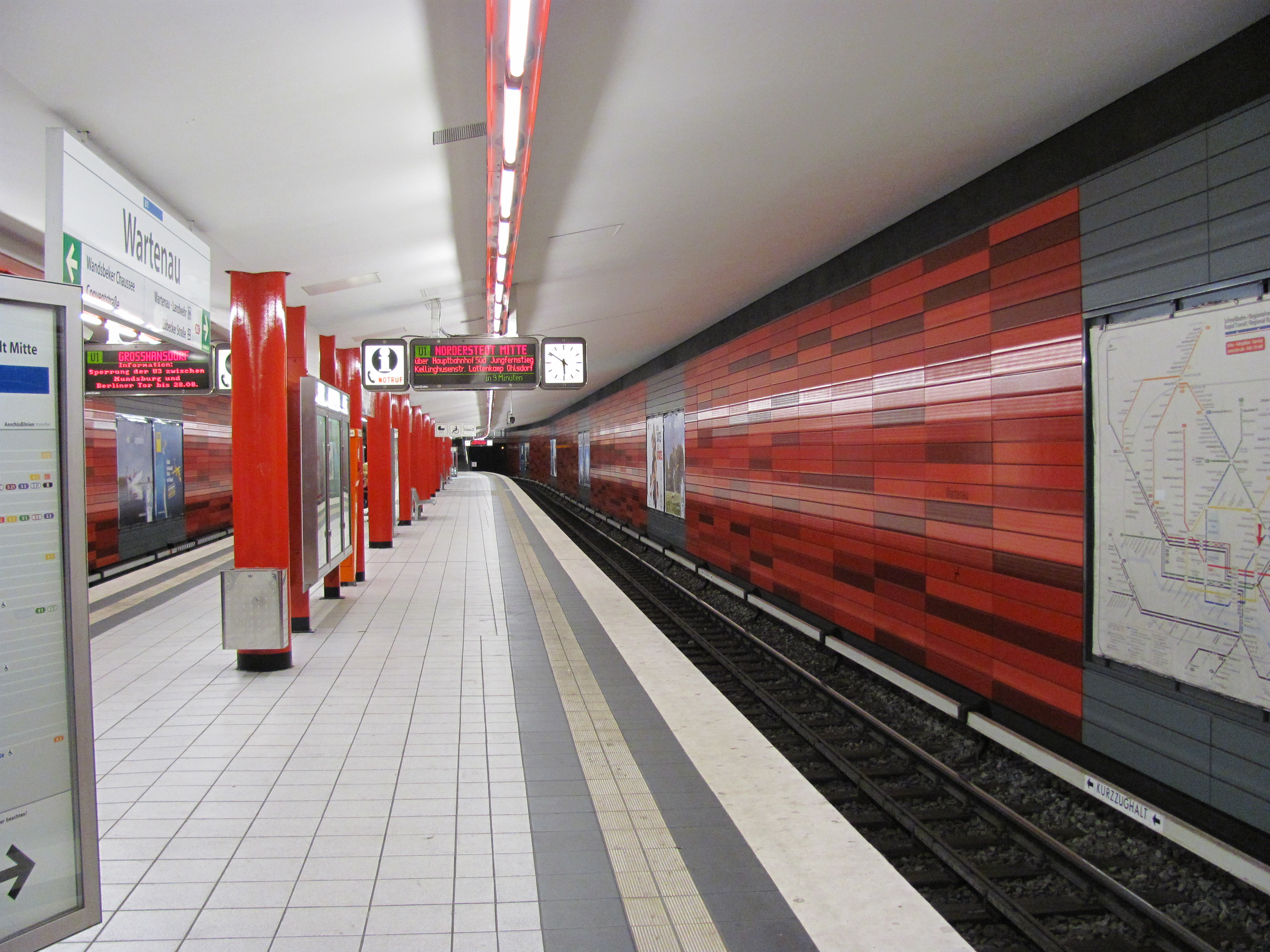
Wartenau station
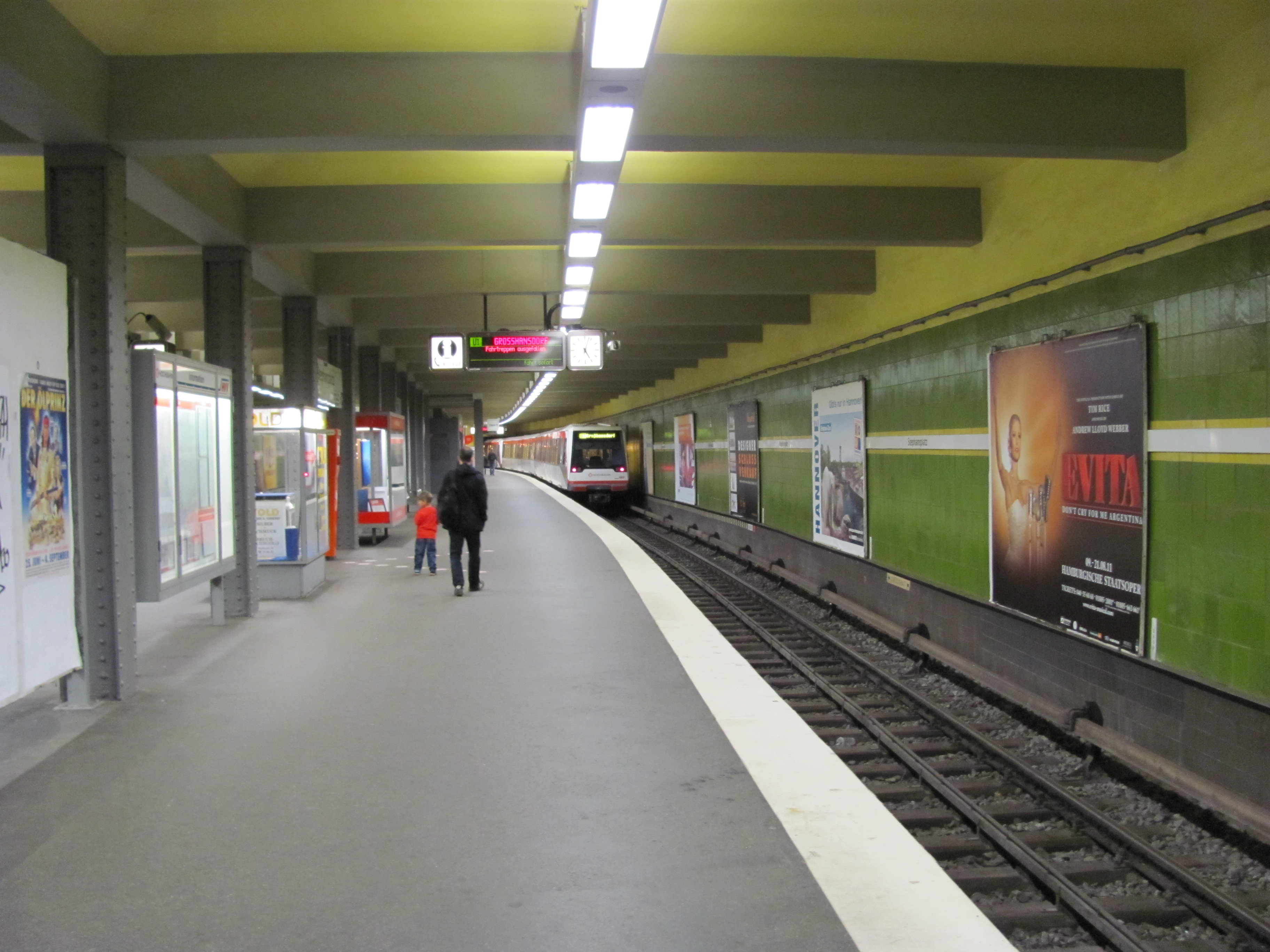
Stephansplatz

### Material rodante

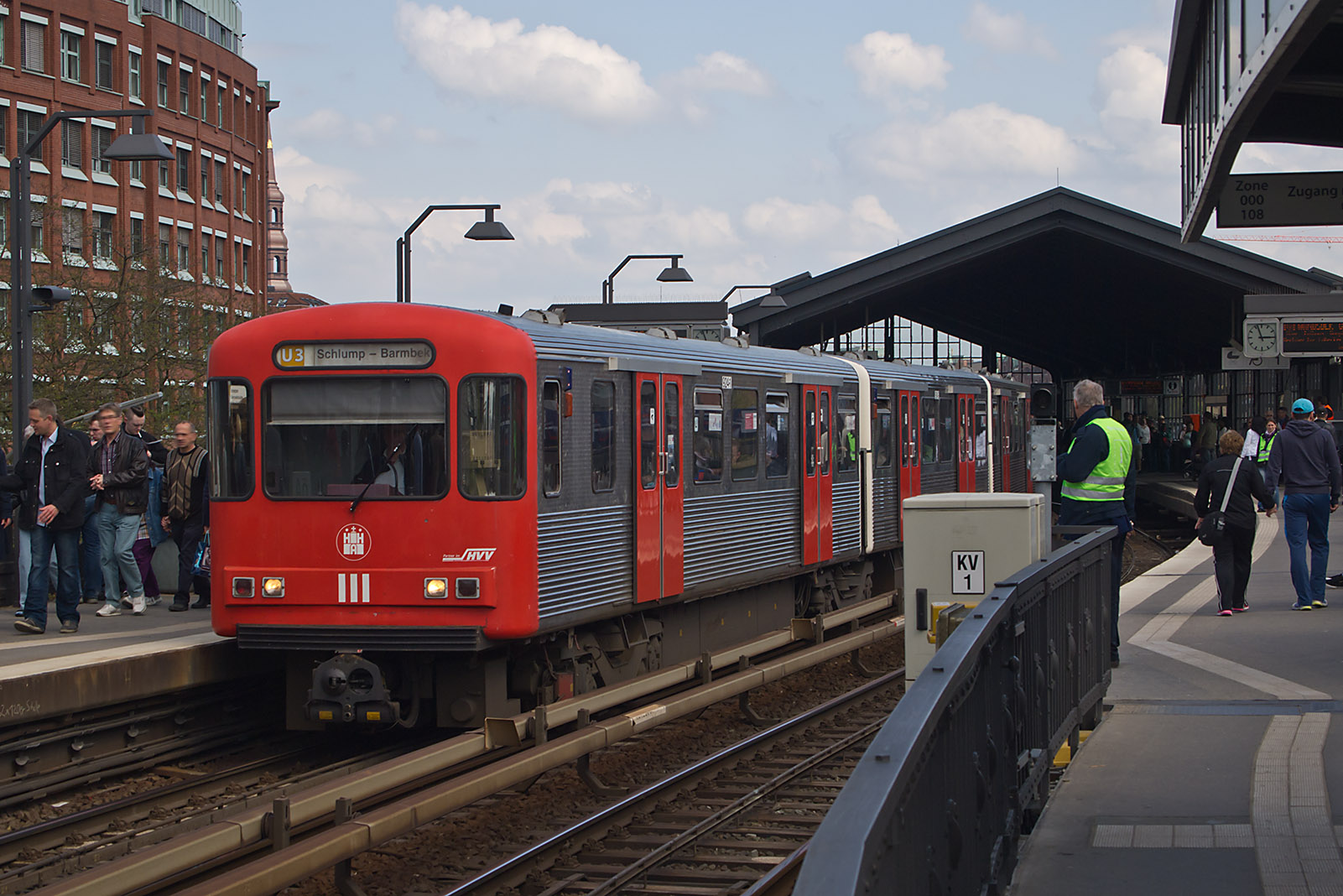
Tipo DT3-LZB (fuera de servicio desde 2016)
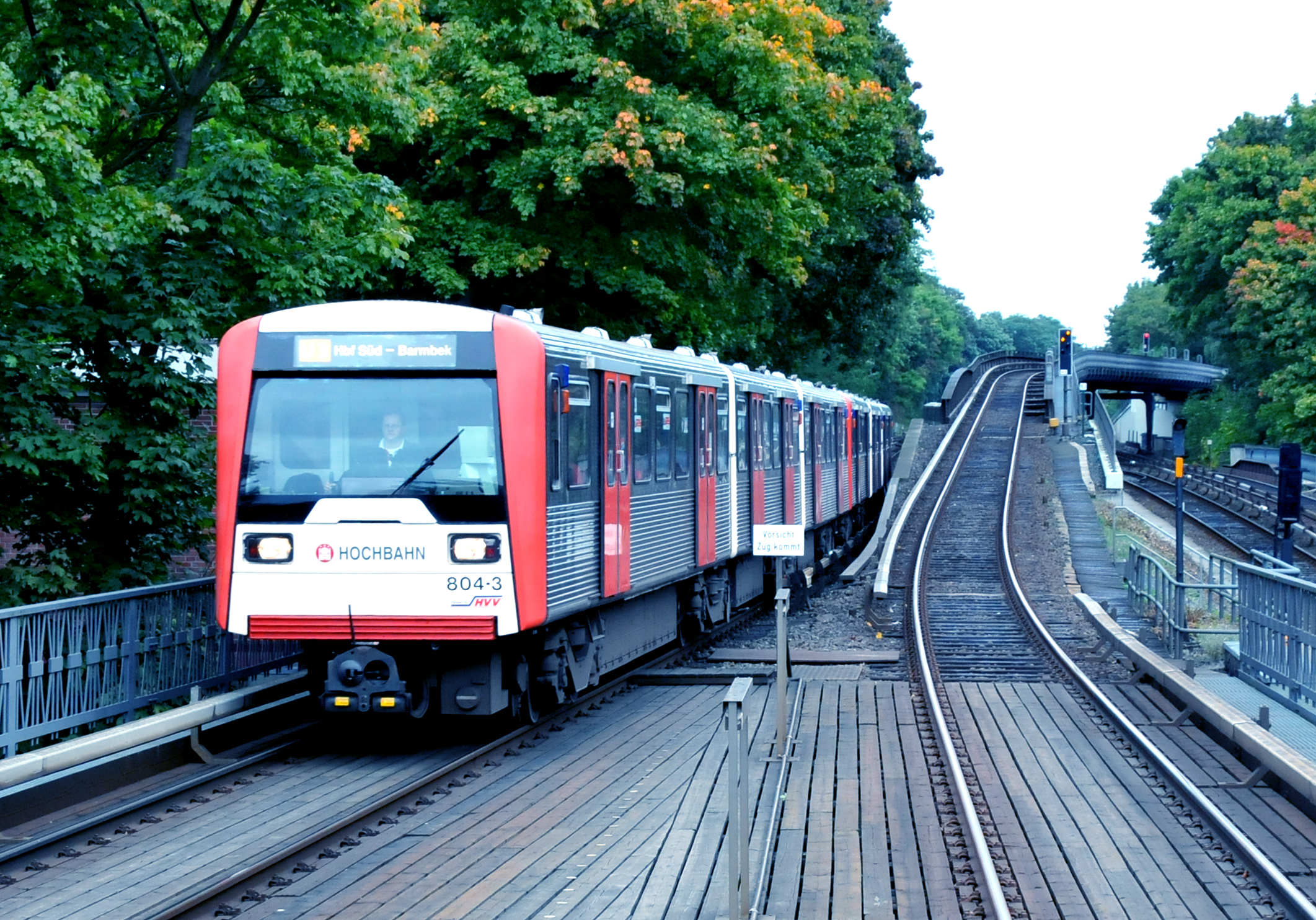
Tipo DT3E (remodelado, fuera de servicio desde 2015)
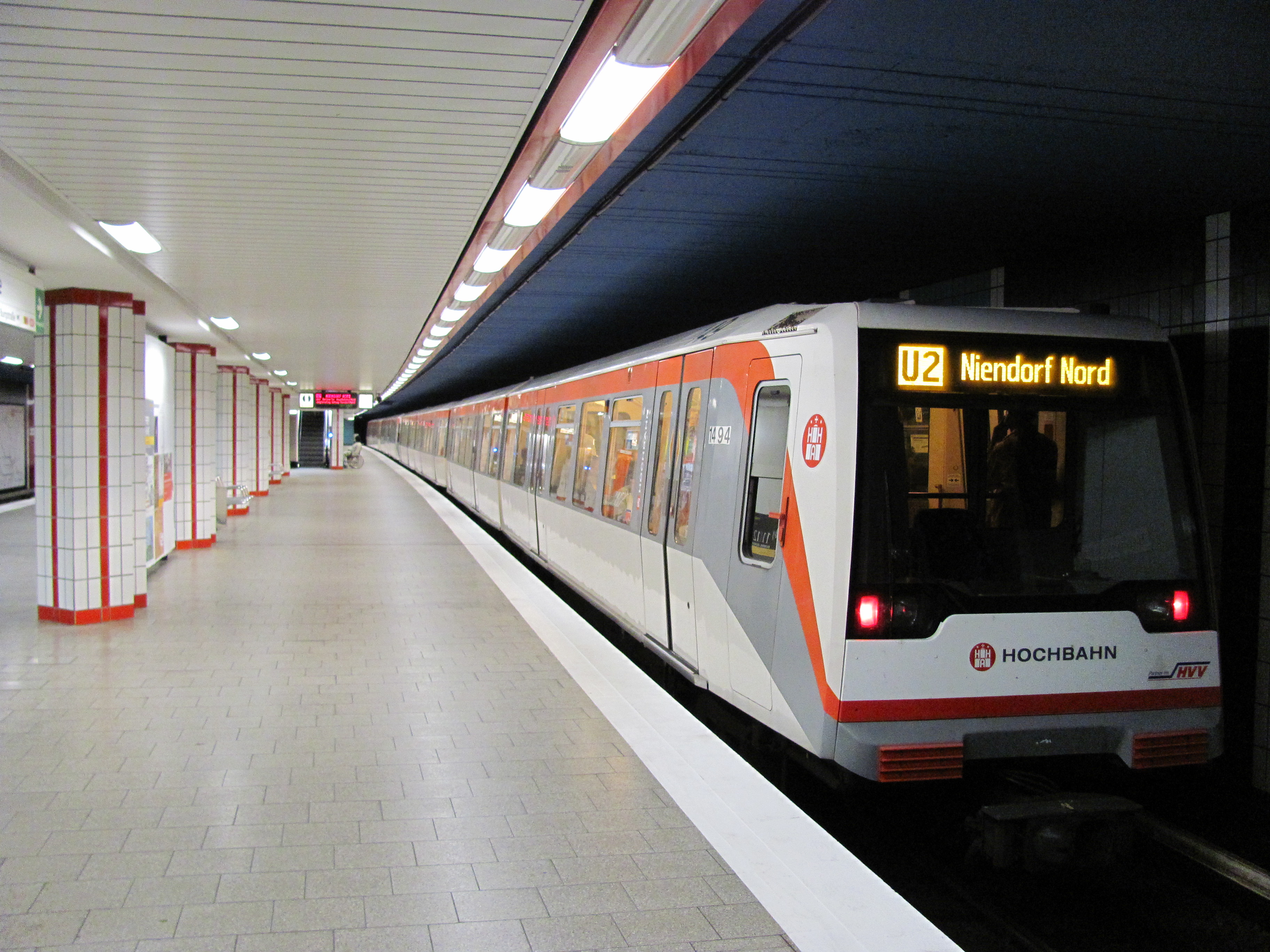
Tipo DT4
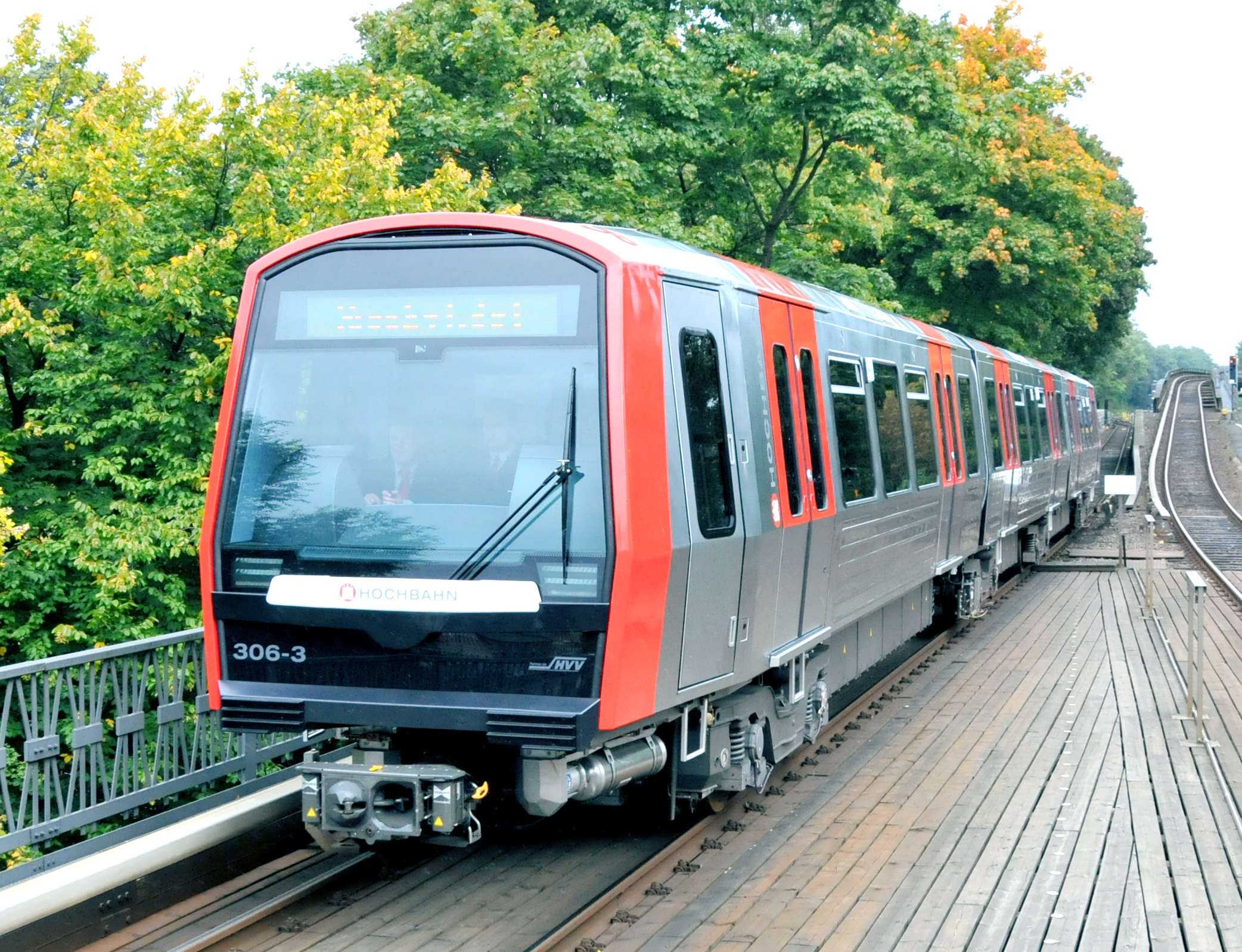
Tipo DT5 (el más moderno actualmente)